# Slaget på Åsundens is
Slaget på Åsundens is eller slaget vid Bogesund utspelades den 19 januari 1520 i Sverige på sjön Åsundens is, i höjd med Skottek tre km söder om Bogesund (nuvarande Ulricehamn). En svensk styrka under riksföreståndaren Sten Sture den yngre förlorade slaget mot en dansk armé under ledning av Otto Krumpen. Sten Sture sårades dödligt, varför slaget fick långtgående konsekvenser för den politiska utvecklingen i Sverige.

## Händelsen
Vintern 1519–1520 ansåg den danske unionskungen Kristian II tillfället moget att återkräva överhögheten över Sverige. Kristian hade redan 1499 valts till Sveriges tronföljare. I Halland samlades de nyrekryterade legosoldaterna under Otto Krumpens ledning.
Omkring tjugondedag Knut 1520 lät Otto Krumpen sin här marschera över gränsen genom Ätrans dalgång. Årstiden var väl vald. Endast på vintern kunde en här snabbt förflytta sig. Områden som på sommaren var till hjälp för försvararna som floder, sjöar och träsk låg nu frusna och gagnade anfallarna som lättframkomliga vägar.
Gränsbefolkningens bondesoldater och det västgötska frälsets svenner mobiliserades, och riksföreståndaren Sten Svantesson Sture kom till Västergötland för att leda försvaret. Sture valde med omsorg platsen för att möta fienden. De höga bergssidorna vid Skottek där sjön är som smalast, var lämpligast att bygga bråtar, befästningsanordningar att anfalla fienden ifrån. Den danska hären kom tågande den 19 januari.
Det är då Sten Sture blir skadad. Rimkrönikan berättar:
Som the begynthe skjuta som bäst
Och jag redh opå en blakoten häst,
Som vrenede och språng både till och frå
I örlig kunde både bijta och slå;
Lyckan ej bättre med mig stod
Genom benet bleff jag skutin med ett lod.
Sten Sture blev skadad av en kanonkula som studsade upp från isen och träffade honom strax ovanför ena knäet, skottet dödade också hans häst. Riksföreståndaren fördes svårt sårad ur striden, och den än idag ekbevuxna platsen Skottek vid Åsundens östra strand fick sitt namn. Detaljer från själva striden finns inte bevarade men resultatet blev en total seger för den danska hären. Detta innebar att vägen upp mot Mälardalen i princip stod öppen. Krumpens här brandskattade de västgötska socknarna och brände Bogesund (nuvarande Ulricehamn), Falköping, Skövde och Skara. Sten Sture avled 3 februari 1520 på Mälarens is på väg mot Stockholm. En kort tid därefter hyllade riksrådet Kristian som Sveriges konung. I november samma år utspelade sig efterspelet i Stockholm där Kristian blev krönt, en kröningsfest som ledde till Stockholms blodbad.
Den på sin tid kända dikten Herr Stens visa av Edvard Bäckström har motiv från slaget.

## Minnesmärke

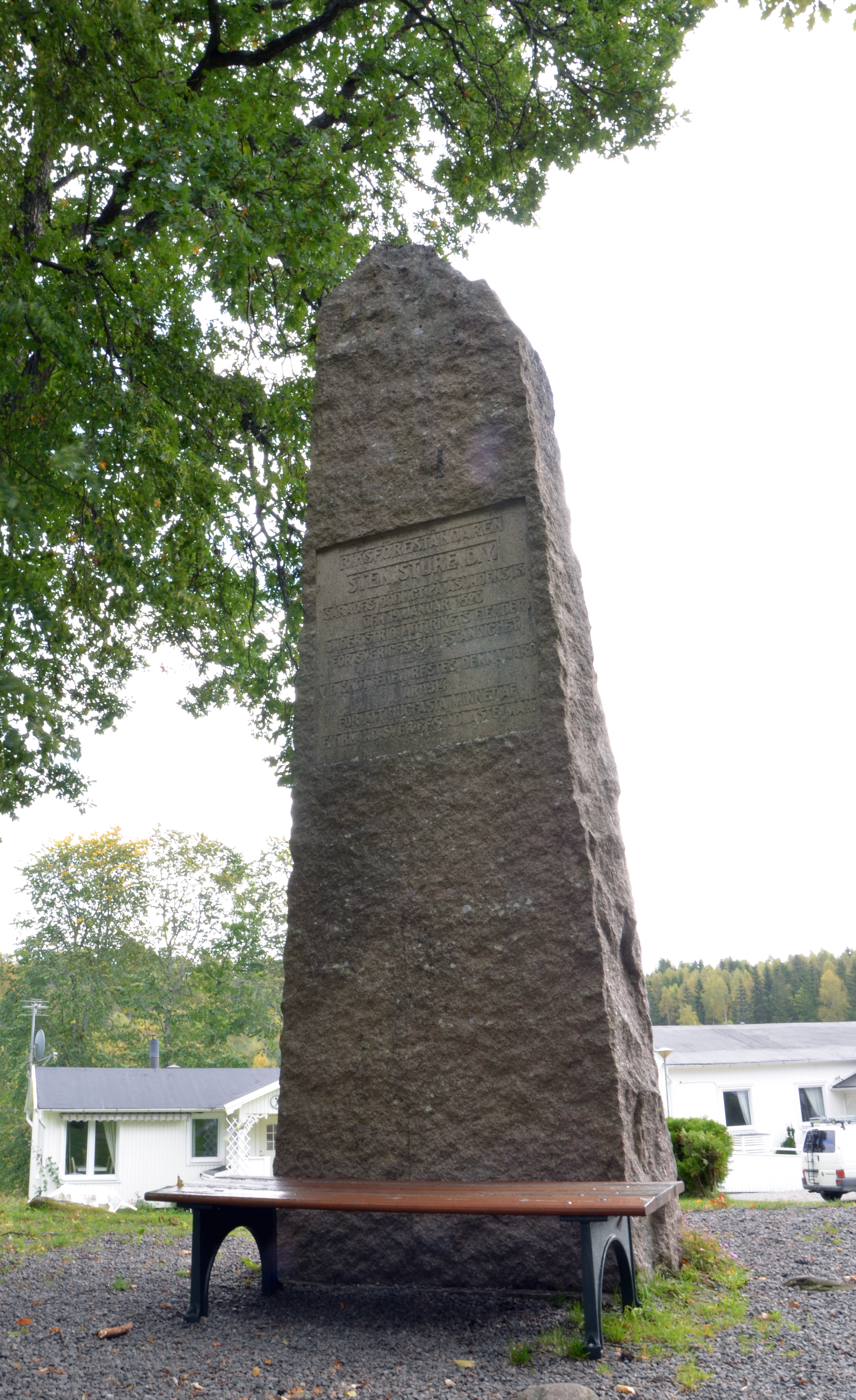
Minnesstenen vid Skottek

Nedanför kursgården Skottek står en minnessten rest på den står följande;